# Андуїн Рінн
Андуїн Ллейн Рінн (англ. Anduin Llane Wrynn) — вигаданий персонаж з всесвіту Warcraft від Blizzard Entertainment, син попереднього короля Штормовію Варіана Рінна і Тіффін Рінн. На даний момент є королем Штормовію, Правителем Альянсу і Головнокомандувачем об'єднаних військ, після смерті батька. Став вперше королем у 10 років, у зв'язку із зникненням попереднього володаря, власного батька. Насправді ж уся влада знаходилась у руках Катрін Престор і Болвара Фордрагона. Після повернення Варіана, став наслідним принцом, передавши стерно влади назад батьку. Натхненний ідеалами колишнього вождя орди Тралла, а також постійними кампаніями свого батька, Андуїн став прибічником мирного урегулювання конфліктів. Також, його ідеали посилило споглядання шкоди, якої завдав Смертекрил та тривале перебування на землях Пандарії, які на той час стало полем бою між Альянсом і Ордою.

## Біографія

### Ранні роки
Після 3 війни Короля Альянсу Варіана попросили співпрацювати з вождем орди — Траллом. Хоча він і був проти цього та молодий Андуїн вмовив його спробувати. Тому Варіан відправився на Терамор, де і мала пройти зустріч, не зважаючи на спроби леді Престор відмовити його. По дорозі на острів Терамор Варіан зник. Після зникнення короля Болвар Фордрагон став опікуном Андуїна та зайняв пост Правлячого лорда Альянсу, який поклявся знайти Варіана будь-якою ціною. Леді Катрін Престор стала королівським радником і вмовила Болвара коронувати юного Андуїна. Фактична влада повинна була залишатися в руках Болвара до повернення Варіана або досягнення Андуїном повноліття.

### World of Warcraft
Прийшов час, коли в Штормовії відбулася велика церемонія на честь повернення короля. Але Варіан, який повернувся на трон, був зарозумілим, легковажним і зачарованим Катріною Престор. Жителям Штормовію повідомили, що короля вдалося викупити у Братства Справедливості, і для поповнення скарбниці вводився новий податок. Варіан, однак, зовсім не цікавився державними справами і продовжував витрачати гроші королівства. Андуїн був засмучений тим, як змінився його батько. Кілька днів по тому в Штормовій прибув король Магні Бронзобород, який вирішив обговорити з Варіаном і Болваром військову кампанію проти дворфів Чорного Заліза і орків. За порадою леді Престор Варіан відмовився відправляти війська на допомогу дворфам Залізограту. Магні був розчарований тим, як легко Варіан погодився виконати волю Катріни, і його безчесною поведінкою. По дорозі до підземного поїзду Магні зустрівся з Андуїном, який розповів королю дворфів, що з його батьком відбувається щось дивне. Незабаром Андуїн вирішив потренуватися в стрільбі разом зі своїм батьком і запитав Варіана, як він був викрадений Братством Справедливості. Він почав розпитувати, як Варіан пізніше потрапив до наг, і батько відповів йому, що не пам'ятає ніяких деталей свого минулого до свого порятунку. Король вирішив нагородити сина за його успіхи в стрільбі, і як нагороду Андуїн попросив, щоб розслідування викрадення продовжилося. Пізніше Андуїн відправився на прогулянку по сільській місцевості за Штормовій разом з Варіаном, Болваром і Катріною. Андуїн благав батька звернути увагу на проблеми королівства. Але перш ніж юний принц зміг переконати батька, його кінь раптом взбрикнув. Він втратив контроль і мало не впав з коня, але Варіан встиг зловити його. Андуїн, обнявши батька, відкинув усі сумніви з цього приводу. Король почав розповідати про те, що при дотику до сина згадав частину свого минулого, але леді Престор торкнулася його і повідала, наскільки вона була вражена його благородством. Болвар зауважив, що Варіан занадто зблизився з Катріною і втратив честь і повагу до інших. Йому захотілося розібратися у всіх таємницях, які огортали викрадення і повернення короля. Одного разу другий Варіан, оточений новими друзями, пройшов через браму Штормовію. Катран в поспіху зібрала своїх солдатів, але король сказав їй, що вона не має права керувати ними. Втікши в фортецю, другий Варіан, відомий тепер під ім'ям Ло'Ґош, оголосив, що маскарад закінчено, і назвав леді Престора справжнім ім'ям — Оніксія.

### Лігво Оніксії
Оніксія прийняла вигляд дракона і перетворила кількох стражників в драконідів, після чого Ло'Ґош і його супутники вступили в битву. Прибуття Болвара Фордрагона і Андуїна допомогло їм у стримуванні драконів, але Оніксія незабаром вбила Реджинальда Вінздора. Ло'Ґош крикнув своєму двійнику, що той загрожує стабільності королівства, а Альянс через нього майже позбувся моста «Тандол». Двійник відповів, що тільки тепер почав чинити опір магії Оніксії і повернув контроль над своїми діями. Андуїн, здивований присутністю двох батьків, закликав їх припинити суперечку і боротися проти Оніксії. Та схопила Андуїна і телепортувалася в своє лігво разом з ним. Засмучений втратою сина, Ло'Ґош оголосив своїм друзям і союзникам, що останній бій відбудеться в лігві Оніксії. Опинившись в лігві, Андуїн зумів розплутати мотузки, якими був пов'язаний, і вислизнути від варти. Він сховався в невеликій ущелині, де дракони не могли дістатися до нього. Коли два Варіана на чолі загону воїнів увійшли в печеру, Оніксія схопила Андуїна і злетіла. Вона загрожувала вбити заручника, якщо Варіан не віддасть їй Штормовій. Андуїн крикнув, щоб батько не піддавався на загрози, і Ло'Ґош погодився битися і померти разом з сином, якщо так буде потрібно. Він метнув кинджал в кіготь Оніксії, і вона не змогла утримати Андуїна. Той почав падати з великої висоти, але Бролл Ведмежа Шкура прийняв вигляд ворона і перехопив його в повітрі. Тепер, коли Андуїн був у безпеці, армія Штормовію вступила в битву. Після довгого бою, в якому постраждали бійці обох сторін, Оніксія почала плести заклинання, яке повинно було вбити Варіана. Однак, обидва Варіана готові були пожертвувати собою, і заклинання, яке здобуло дві цілі, зруйнувалося, а два Варіана злилися в одного. Оніксія в розпачі спробувала спопелити свого ворога вогнем, але Варіан швидко дістався до неї і насадив на свій меч. Після смерті Оніксії Варіан возз'єднався зі своїм сином і друзями, обіцяючи, що кожного з них чекає гідна нагорода за благородні вчинки, і Штормовій зможе відродитися з новою надією на майбутнє.

### Зустріч у Тераморі
Варіан все-таки побував в Тераморі, і Джайна Праудмур вмовила його зустрітися з вождем Траллом, щоб вони обговорили ослаблення напруженості між Альянсом і Ордою. Однак, Варіан все ще пам'ятав про те, як орки зруйнували Штормовій під час Першої війни, і не довіряв їм досить, щоб стати союзниками. Його влаштовувало і те, що Штормовій і Орда більше не знаходяться в стані відкритої війни, а до оголошення перемир'я король ставився з небажанням. Однак, він все одно був присутній на зустрічі, тому що Андуїн і Валіра заявили, що союз між людьми і орками може привести до процвітання королівства.

### Wrath of the Lich King
Після пробудження Короля-Ліча військо Невмерлих напало на Штормовій , і Варіан з Болваром виступили на захист міста. Спершу Варіан хотів відправити сина в безпечне місце, але за мить вурдалак напав на нього ззаду, і Андуїн метнув в нього кинджал, чим врятував батька від загибелі. Пізніше Болвар наказав Андуїну забратися на вершину вежі і стріляти в невмерлих з лука. Захисники Штормовію здобули перемогу, і Варіан оголосив, що військо Альянсу, очолюване Болваром, відправиться до Нортренду. Андуїн був засмучений розставанням з Болваром і прийдешньою війною. Батько заспокоїв його, сказавши, що після смерті Короля-Ліча настане довгоочікуваний мир. Через кілька тижнів після поразки Артаса Менетіла почалася війна проти Жаху, і Андуїн став однією з його жертв. Він ніяк не міг прокинутися і був змушений зустрітися зі своїми найжахливішими кошмарами.

### Cataclysm
Довгий час Андуїн прагнув миру. Він жадав відстрочки від незліченних смертей і жертв, отриманих від воєн і стихійних лих. На жаль, це іноді ставило його в протиріччя з агресивним характером свого батька, який загрожував кинути їх царство в більше конфліктів і воєн. Хоча Андуїн насторожено ставиться до насильницьких спалахів Варіана, він розуміє, що його батько є простою людиною, яка хоче захистити інтереси Альянсу, і що він потребує співчуття до тягаря, який він повинен нести, щоб приймати рішення лідера. Андуїн розуміє, що він теж успадкує в
один день цей тягар. Він дуже сильно переніс чутки про смерть Болвара Фордрагона. Хоча його навички стрільби з лука і метання кинджалів зросли до чудового рівня, Андуїн не володів талантами до військової справи або використання важкого озброєння. Варіан хотів, щоб він став справжнім воїном, але принц залишався жалісливим і тямущим юнаком, який бажав миру і порятунку життів. Хоча батько і не вважав це слабкістю, він називав сина занадто м'яким. Король дозволяв Андуїну проводити багато часу в Тераморі під наглядом Джайни Праудмур, поки сам намагався з'ясувати, як боротися зі спалахами гніву, успадкованими з часів боїв на арені. Джайна подарувала юному принцу камінь повернення, який був створений спеціально для нього, щоб Андуїн міг в будь-який час перенестися в її вітальню. Незабаром Андуїн потрапив в Залізограт в ролі штормовійського дипломата. Хоча спершу приц вирішив, що батько відправив його сюди для допомоги дворфам в цей тривожний час, пізніше він дізнався, що Варіан сподівався, що перебування серед дворфов ожорсточить його сина. У Залізограті Андуїн виявив своє справжнє покликання — стати жерцем Світла, і це ідеально підходило жалісливому і вдумливому молодому принцу. Там же принц став свідком перших руйнувань, викликаних катаклізмами, коли землетруси викликали справжній хаос на території Каз'Модану. Щоб дізнатися причини землетрусів, король Магні разом з невеликою групою вирушив у зали, що лежать під містом і названими Старим Залізогратом. Там він прочитав заклинання з кам'яних табличок, знайдених в Ульдуарі, і перетворився в алмазну статую. Андуїн був присутній при цьому, будучи представником Штормовію, і він був єдиною людиною серед дворфов і гномів, що спустилися сюди разом з королем. Можливо, він став також першим людиною, який побачив всю красу Старого Залізограту. Під час похорону Магні Андуїн вперше побачив багатьох знаменитих героїв, включаючи Тіранду Шелест Вітру, Малфуріона Лютошторма і Нобундо. Після скам'яніння Магні в Залізограт повернулася його дочка Мойра Тауріссан, навмисна претендувати на престол. Спираючись на могутність клану Чорного Заліза, вона правила столицею з погордою і жорстокістю. Вона взяла в заручники всіх жителів міста, включаючи принца Андуїна. Він зумів врятуватися, використавши камінь повернення, який подарувала йому Джайна. У Тераморі він зустрівся з Бейном Кривавим Копитом, який як раз вирішив відвідати місто. Вони довго розмовляли, обговорюючи проблеми, з якими їм довелося зіткнутися, будучи синами правителів. Завдяки Бейну Андуїн зрозумів багато про відмінності між добром і злом і про те, що значить бути лідером. Принц вирішив подарувати Бейну булаву під назвою Страхолом — фамільну реліквію Бронзобородів, наповнену цілющими силами. Андуїн сказав, що зброя вибрала Бейна, як колись вибрала його самого. Андуїн дізнався, що його батько разом з вісімнадцятьма оперативниками ШРУ відправився в Залізограт, щоб звільнити місто і вбити Мойру Тауріссан. Він попросив Джайну створити портал і увійшов в нього, щоб переконати Варіана пощадити Мойру. Він встиг дуже вчасно — король Штормовію готовий був стратити дворфійку. Андуїн перервав батька і сказав, що йому слід допомогти Мойрі стати кращим правителем. Хоча вона і була тираном, який прихопив жителів міста в заручники, вона як і раніше залишалася законною спадкоємицею престолу, і її вбивство поставило б під питання спадкоємність влади в Залізограті, що стало б причиною ще більших руйнувань і хаосу. Якщо вона залишиться жива, то завдяки їй і її синові всі клани дворфів зможуть об'єднатися. Варіан зачекав, але погодився з сином і сказав Мойрі, що якщо вона хоче бути правителем дворфів і об'єднати клани, їй доведеться заслужити корону і повагу свого народу. Щоб думки всіх кланів враховувалися, Варіан вирішив створити Раду Трьох Молотів. Батько і син обнялися і примирилися, а жителі Залізограту аплодували мудрому рішенню Варіана.

### Роман «Вовче серце»
Варіан та Андуїн вирушили в Дарнас на раду Альянсу і прибули на середини бенкету. Варіан відразу ж почав звинувачувати Генна Сивогрива і інших представників Гілнеасу в тому, що вони відмовилися допомагати Альянсу під час Третьої війни. Поки між королями йшла суперечка, Малфуріон зауважив, що дренейський пророк Велен проявив інтерес до юного принцу. Коли Варіан пішов в свою кімнату для гостей, Андуїн залишився позаду і заговорив з Веленом про Світло. Їх бесіда була перервана особистими охоронцями принца, які зажадали, щоб він відправився в кімнату для гостей разом з ними. Вночі пророк медитував в храмових садах, і Андуїн підійшов до нього і запитав, коли продовжиться їхня розмова. Андуїн довго обдумував свою розмову з Веленом і був упевнений, що Світло має на нього плани, але він знав, що надмірна опіка батька стане перешкодою. Він підійшов до Варіана і заявив, що хоче покинути його, щоб йти по шляху, обраному Світлом. Відчувши, що батько не хоче вислуховувати його доводи, Андуїн збирався піти, і Варіан, охоплений гнівом і розпачем, схопив його руку, заподіявши біль. Незважаючи на любов до батька, Андуїн злякався його. Варіан запропонував Андуїну навчатися у архієпископа Бенедикта, аби він залишався в Штормовію, але принц відповів, що вчення Бенедикта — не те, що йому потрібно, і що він повинен бути в іншому місці з пророком Веленом. Почувши останнє слово батька, Андуїн попрощався і попрямував до храмових садів, щоб повідомити Велену про своє рішення. Переконавшись в тому, що юний принц впевнений у своєму виборі, Велен запропонував стати йому своїм учнем і зауважив, що його чекає велике майбутнє. Після битви за Ясеневий ліс Андуїн відправив Варіану повідомлення, що повернеться в Штормовій, коли його подорож з Веленом завершиться.

### Розповідь «Урок провидця»
Коли біженці з людських поселень почали збиратися навколо Екзодара після настання Катаклізму, Андуїн перебував серед них, пропонуючи свою допомогу і зцілюючи хворих. Незважаючи на його доброту, багато біженців не злюбили його за особливі відносини з його наставником Веленом, якого вони бажали побачити. Коли принц запитав у пророка, чому він не попередив нікого про Катаклізм, Велен показав йому бачення про далекий світ, зруйнований Палаючим Легіоном, і пояснив, що, незважаючи на всі жахи спричинені Смертекрилом і Катаклізмом, війна проти демонів набагато небезпечніше. В ту ніч Андуїну привидівся всесвіт, повністю розорений Палаючим Легіоном, і раптово з'явилися створіння зі Світла, які врятували його від темряви, при цьому сказавши, що кожне життя — цілий всесвіт. Минуло кілька тижнів, і між біженцями і дренеями Екзодара зросла напруга. Андуїн звинуватив свого наставника в занадто великій кількості уваги, що приділяється Палаючому Легіону, коли слід було зосередитися на нагальних проблемах. Коли біженці почали бунт, і стражники напали на них, Андуїн кинувся до Велена, благаючи його зупинити непотрібні вбивства. Пророк зрозумів, що відволікся від сучасного світу і його потреб, занадто зосередившись на майбутньому. Припинивши битву, він сказав Андуїну, що одного разу той стане могутнім жерцем і мудрим правителем. Андуїну хотілося б, щоб його батько чув ці слова.

### Розповідь «Кров наших батьків»
Андуїн повернувся в Штормовій під час святкування Дня пам'яті і, увійшовши в тронний зал, побачив, як Варіан кричить на натовп знаті. Принц, розчарований, що його батько так і не зміг приборкати свій запальний характер, не став говорити з ним і пішов. Однак, незабаром вони зустрілися через архієпископа Бенедикта, який покликав їх до могили Тіффін, матері Андуїна, яка перебувала на штормовійському кладовищі. Спогади про любов до Тіффін змусили розвіятися розбіжності між батьком і сином. Варіан вибачився, що був сліпий і не помічав, що Андуїн вже став чоловіком. Він визнав, що син набагато сильніше його завдяки любові, і віддав йому медальйон дружини, який зберігав всі ці роки. Возз'єднання сім'ї було перервано появою вбивць з культу Сутінкового Молота, які стежили за ними до кладовища і хотіли розібратися з двома загрозами разом. Варіан бився своїм мечем, поки Андуїн стріляв з лука і закликав сили Світла, щоб захистити себе та батька. Але останній культист зміг викликати могутнього драконіда перед своєю смертю, і ця істота подолала захист Варіана і практично вбила його. Андуїн створив магічний бар'єр навколо вмираючого батька і розвіяв захисне заклинання, яким була наділена броня драконіда. Варіан з останніх сил зробив удар і прикінчив його. Вмираючи, король сказав синові, що любить його і пишається ним. Маркус Джонатан і Джайна, які прибули незабаром, хотіли відвести Андуїна в безпечне місце, але він відмовився залишити батька. Закликаючи до Світла в молитві, він наповнив тіло Варіана божественною енергією і врятував йому життя. Того вечора Варіан вийшов перед усім містом в честь Дня пам'яті і виголосив промову. Він заявив, що в минулому правителі покладалися на силу і сталь, але прийшов час відкласти мечі і стати цілителями, а не воїнами — тими, хто лагодить, а не ламає. Андуїн спостерігав за батьком з гордістю і любов'ю.

### Продовження Катаклізму
Коли Варіан збирав флот для нападу на Сутінкове нагір'я, з будівництвом кораблів виникли затримки. Він відправив сина в доки, щоб той надихнув працівників на трудові подвиги і нагадав їм про те, що вони роблять це заради світлого майбутнього. Андуїна супроводжував герой Альянсу, і разом вони відвідали флот і допомогли зібрати втрачені деталі, з якими виникла метушня. Майор варти Самуельсон також наказав допитати робітників про те, що вони знають про культ Сутінковоно Молота, учасники якого розбурхали все місто. Тим часом Андуїн згадав, що недавно один фермер поскаржився, що у нього пропадають корови. Хоча Варіан обіцяв провести розслідування, у варти не вистачало часу. Після доків Андуїн відправився на цю ферму, розташовану на півночі від міста. Фермер повідомив, що за викрадачами залишається слід з коров'ячих нутрощів, але він сам боїться йти по ньому. Андуїн, супроводжуваний героєм, хоробро йде по сліду і знаходить зловісний вівтар, на якому явно проводяться ритуали. На принца нападають культисти Сутінкового Молота, але герою вдається захистити його. Біля вівтаря Андуїн знаходить медальйон, на якому зображені перехрещені сокира і молот. Він вирішує з'ясувати, що означає цей символ. Незабаром з порту пропадає партія вибухівки, і Андуїну здається, що Самуельсон навмисно намагається загальмувати хід розслідування. Він припустив, що майор щось знає про Сутінковий Молот і не хоче ні з ким ділитися інформацією. Принц попрямував в штаб-квартиру ШРУ і вивчив досьє майора. Однак, в досьє немає ніяких відомостей про культ, що Андуїну здається підозрілим. Він знайшов також повний список вкраденої вибухівки та кулон з схожим символом. Принц доручає герою продовжити розслідування і дізнатися подробиці у Матіаса Шоу, а сам повертається до фортеці, щоб знайти Самуельсона. Незабаром герой знаходить докази, що підтверджують, що майор служить культу Сутінкового Молота, і ввійшовши у фортецю, викриває його. Самуельсон підтверджує, що це правда, і кидається на короля з кинджалом в руці. Андуїн встигає захистити батька заклинанням щита і цим рятує його. Варіан атакує його своїм мечем Шаламейном, але майор відскакує і закликає присутінкову енергію. Це перетворює його в Безликого, і вартовим ледве вдається здобути перемогу над слугою Древніх Богів.

### Книга «Warcraft: Джайна Праудмур. Припливи війни»
Продовжуючи навчання Світлу серед дренеїв, Андуїн за допомогою магічного дзеркала залишався на зв'язку з Джайною, яку називав тіткою. Якось раз вони обговорювали його дослідження, і Джайні необхідно було відправитися на зустріч з Траллом. Принц попередив, щоб вона діяла обережно і передав вітання колишньому вождю Орди. Як тільки Андуїн дізнався про напад на Терамор, він відразу ж повернувся додому, знаючи, що Джайна прибуде сюди, якщо пережила руйнування міста. До його радості правителька Терамора вижила, але залишалася незвично жорсткою, коли він обійняв її. Відповівши, чому він знаходиться в столиці, Андуїн мовчав, поки батько і Джайна обговорювали майбутню війну. Як тільки Джайна заявила про знищення всіх орків, Андуїн гукнув її, і в його голосі змішалися біль, здивування і жах. Коли Варіан відповів, що Альянс не повинен кидатися в війну, а Андуїн додав, що не кожен учасник Орди згоден з рішенням Гарроша використати мана-бомбу для підриву міста, Джайна розлютилася. Вона вилаяла батька і сина, назвавши їх довірливими дітьми, і вибачилася за те, що довгі роки заохочувала їх наївність. Джайна додала, що вони дурні, і відвернулася, щоб піти, поки Варіан і Андуїн звали її і благали повернутися. Вночі батько і син довго розмовляли про те, як сильно ненависть може змінити людину. Андуїн сказав, що розуміє, чому Альянсу повинен битися проти Орди, але не хотів стати схожим на Джайну і наповнити своє серце ненавистю. Пізніше Андуїн, Варіан і Бролл Ведмежа Шкура спостерігали за будівництвом нових кораблів Альянсу в бухті біля Штормовію. Принца охопили сумніви, що у нічних ельфів вийде проникнути крізь блокаду Орди. Бролл і король запевнили його, що нічні ельфи роблять все можливе і що жодна жертва не буде забута. Андуїн розумів, що ніяк не може допомогти їм, і здивувався, чому Орда напала на Терамор за допомогою мана-бомби. Він зауважив, що Орда навіть не перевірила перед атакою, чи пройшла евакуація жителів. Варіан опустив руку на плече сина і сказав, що хотів би знайти відповідь на питання, чому деякі роблять жахливі вчинки. Андуїн запитав, чи здобуде перемогу Гаррош, якщо Альянс не опуститься до його рівня, і Варіан з Броллом запевнили його, що цього ніколи не станеться, поки вони обидва живі. Останнє, що цікавило принца — чи стане Джайна коли-небудь краще, і батько відповів, що сподівається на це. На зустрічі лідерів Альянсу Андуїн розповів, що Джайна була в Тераморі, коли Ґелбін Меггакрут запитав, чи побував хтось там після вибуху. Ґелбін, зраділий, що вона вижила, поцікавився, чому вона не присутня на сьогоднішній зустрічі. Варіан відповів, що вона занадто нетерпляча, щоб співпрацювати з ними, і бореться з Ордою власними методами. Королю вдалося переконати всіх учасників ради прийняти його план нападу на Орґріммар. Пізніше Андуїн і Варіан виступили з палкими промовами і нагадали Альянсу, що вони битимуться з Ордою заради справедливості, а не війни. Вони втілять в собі всі ідеали Альянсу і здобудуть перемогу на своїх умовах. Наприкінці промови Андуїн закликав Світло, щоб благословити всіх, хто вирушав на війну. Оскільки король очолив військо Штормовію, Андуїн став правителем в його відсутність, і два дренея охороняли його.

### Пандарія
Андуїн відправився в плавання на королівському кораблі під назвою Авангард, і на них напав південний флот Орди. Під час морської битви адмірал Тейлор надіслав принца в трюм, де той відчував занепокоєння і не міг допомогти пораненим солдатам. Флагман сів на мілину у загадковій землі, оповитої густим туманом — Пандарії. Герої Альянсу, які прибули в Нефритовий ліс, були відправлені на пошук Білого пішаку — кодового імені, яке дали Андуїну заради секретності. Як тільки вода почала заповнювати трюм, принц покинув корабель і вийшов на берег. Коли хозени почали переслідувати його, пандарен на ім'я Жень Біла Лапа врятував принца. Альянс дізнався про місцезнаходження Андуїна за допомогою бачення, дарованого особливим відваром пандаренів. Після прибуття підтримки Андуїн допоміг Женю впоратися з лихоманкою і почав шукати більше інформації про Вічноквітучу долину. Спеціальні агенти ШРУ повинні були повернути принца додому, але він відмовився, бажаючи побачити священні води долу і вивчити їх цілющі сили. Він використовував заклинання Світла, щоб звільнитися з-під варти. Тим не менш, незабаром Андуїн був захоплений авангардом Орди і доставлений на Холм Грукін, де генерал Назгрім одразу ж дізнався про нього. На щастя, йому вдалося улизнути від викрадачів у час битви у Зміїного Серця. Він примкнув до сім'ї торговців, які їхали на захід у Красаранські джунглі. Прибувши у Дозор Чжу, він познайомився з Мей Днище Діжки. Мей розповіла йому про Орден Журавлиного Крила, і Андуїн, прислухавшись до її поради, відправився в Храм Червоного Журавля і попросив про зустріч з Чі-Цзи. Разом з монахами він навчався в Червоного Журавля, але тривало це недовго — Ша Відчаю напала на храм. Андуїн встиг втекти в Притулок Журавлиного Крила і, знайшовши собі помічників серед авантюристів Альянсу і Орди, повернувся в храм, щоб звільнити його від Ша Відчаю і його породжень. В майбутньому Андуїн дістався до Храму Білого Тигра, розташованого на Вершині Кунь-Лай, де Альянс і Орда доводили Сюен, небожителю цього храму, що гідні увійти в Вічноквітучу долину. Служитель сонця Дезко, який також прибув сюди, був вражений Андуїном і сказав, що бачить, чому його вождь Бейн відноситься до принцу з такою повагою. Андуїн і Дезко були присутні біля воріт, коли Сюен і інші Небожителі відкрили прохід в Вічноквітучу долину. Разом з іншими учасниками Альянсу Андуїн відправився в Святилище Семи Зірок. Згодом могу, що накопичили достатньо сил, напали на Золотий Лотос і інших захисників долини. Андуїн знаходився серед воїнів Лотоса і закликав енергію Світла, щоб не дозволити могу увійти в Палац Могу'шан. Після створення Левового табору на березі Красарангских джунглів Андуїн возз'єднався зі своїм батьком. Він намагався переконати Варіана, що війна отруїть землі Пандарії, але король відповідав, що буде битися з Ордою не з ненависті, а в ім'я любові. Варіан попросив сина довіритися йому і надати підтримку. Андуїн і Варіан вирішили працювати разом, щоб захистити Пандарію. Коли до них дійшли звістки, що Тіранда Шелест Вітру і слідопити ельфів натрапили на загін орди біля Храму Червоного Журавля, Андуїн сказав батькові, що в храмі, який тільки відновлюється від впливу Ша, не можна дозволити битися. Варіан відчув, що Гаррош намагається відвести Альянс від берега, і спробував розібратися в ситуації з невеликим загоном героїв Альянсу. Андуїн повністю довірився батькові з вирішенням проблем. Пізніше Варіан відправив Андуїна до Джайни, щоб обговорити з нею вигнання ельфів крові з Даларану, оскільки Викрадачі Сонця служать Орді і представляють серйозну загрозу під час військової кампанії. Джайна відмовилася, заявивши, що бажає зберегти в Даларані нейтралітет. Незважаючи на її ненависть до Гаррошу, Даларан міг би вплинути на укладення миру в майбутньому. Усередині міста магів Альянс і Орда могли б показати, щоб здатні співпрацювати і довіряти один одному. У Святилище Семи Зірок Андуїн дізнався, що Ліга Дослідників повернулася з експедиції в Могуцзя і привезла з собою зразок Ша для вивчення. Цьому зразком вдалося звільнитися і осквернити кількох солдатів Альянсу, які перебували в святилищі. Андуїн разом з героями, не порушеними псуванням, очищає солдатів від псування. Незабаром лідери народів Альянсу зібралися на раду, щоб обговорити плюси і мінуси використання енергії Ша в своїх інтересах. Андуїн і Саранья Небесна Глефа, друїд нічних ельфів, попрямували в Руїни клану Коруна, де виявили Божественний Дзвін і перемістили його в Дарнас. Орді вдалося викрасти артефакт за допомогою Викрадачів Сонця, і Джайна Праудмур, охоплена злобою, вигнала ельфів крові з Даларану. Після цього Андуїн був присутній при розмові Джайни і Варіана, де вона повідомила, що Кірін-Тор встав на сторону Альянсу. Однак, після її вчинку не могло бути й мови про те, щоб ельфи крові приєдналися до Альянсу, хоча відповідні переговори були заплановані. Дізнавшись, що Орда придбала Божественний Дзвін, Андуїн відразу ж приступив до пошуку того, що зможе протистояти його могутності. Він дізнався про існування Молота гармонії, останнім відомим власником якого був Король мавп. Правитель хозенів знаходиться в Гробниці Завойовників, де давним-давно він і могу, що напали на нього, застигли в нефриті. Згідно з легендою, Король мавп і Нефритовий полководець билися, і під час поєдинку вони обидва перетворилися в нефритові статуї. Андуїн застосував заклинання, щоб звільнити хозена з нефритового полону, але Нефритовий полководець також опинився на волі. Після битви з полководцем Король мавп пообіцяв за три розгадані загадки розповісти, де знаходиться Молот гармонії — древній артефакт, які пандарени використовували в далекому минулому для протистояння Божественному Дзвону могу. Коли загадки були вирішені, хозен повідав, що молот був розділений на кілька частин, які сховали в далеких куточках Пандарії. Андуїн відправився на пошуки і врешті-решт об'єднав артефакт. Незабаром Альянс дізнався, що війська Орди були помічені у Крила імператора, і всі чекали, що Гаррош нарешті відчує силу Божественного Дзвону. Знаючи, що час добігає кінця, Андуїн взяв Молот гармонії і поодинці відправився туди, щоб зупинити вождя Орди. У крилі імператора він став свідком того, як Гаррош вдарив по Дзвону, і це перетворило в Ша безліч воїнів Кор'крона. Андуїн втрутився і намагався переконати орка не використовувати артефакт могу. Але Гаррош не слухався його і звернувся до своїх військ, вимагаючи, щоб вони поглинули енергію Дзвону і навчилися керувати нею, але всі вони просто перетворилися в Ша. Андуїн використовує Молот гармонії і звертає хаос, покликаний Божественним Колоколом, в чисту енергію творення, яка глушить Гарроша. Але вождю Орди вдалося відновитися, і він з силою вдарив по марному тепер дзвону, знищуючи його. Уламки артефакту обрушилися на юного принца і переламали його кістки. Гаррош вирішив, що Андуїн загинув, і покинув Крило імператора, але в тілі принца як і раніше билося життя. Він був доставлений в Левовий табір, де Джайна і Варіан в люті пообіцяли, що Гаррош заплатить за це. Хоча король відправив гінця за Веленом, Андуїна зцілили пандаренські ткачі туманів.

### Облога Орґриммара
Разом з іншими правителями Альянсу Андуїн був присутній на раді, що утворилася відразу після поразки Гарроша Пеклокрика. Коли Варіан повернувся до лідерів Альянсу, Джайна Праудмур порадила йому знищити Орду. Варіан наказав своїм воїнам вирушити в бік Орди разом з ним, і Андуїн з обуренням запитав, що він збирається робити. Варіан відповів, що зробить те, що повинен робити король. Принц став свідком того, як його батько домовився про перемир'я.

### Книга «Військові Злочини»
На той час, коли почався суд на Гаррошем, зібралися лідери народів Азероту, Андуїн вже прибув в Храм Білого Тигра. Поговоривши з батьком, він відійшов до свого вчителя, пророка Велена. Пізніше він був присутній на вечері, організованій на Аметистовій кручі. Коли почався перший день суду, з'ясувалося, що Андуїн запросив Гневіона. Коли принц почув звинувачення, пред'явлені Гаррошу, він пошкодував Бейна, обраного його захисником у суді. Коли таурен і Тіранда Шелест Вітру закінчили свої промови, Андуїн хотів підійти до Бейна, але батько посадив його так, щоб він не міг бачити Гарроша. Він був шокований після першого бачення, показаного Тірандою, про орків і дренеїв на Дренорі. Хоча він і був знайомий з історією, він навіть не уявляв, що війна була настільки жорстокою. Коли Велен, що став першим свідком, повернувся на своє місце, Андуїн вийшов на прогулянку з Гневіоном і обговорював з ним плани звинувачення. Андуїн запитав чорного дракона, чи вважає він його своїм другом. Відповідь Гневіона була позитивною. У другому читанні принц дивився бачення, показані Келантіром Кривавим Клинком і Франдісом Фарлі, а також реакції Халдарона Світлого Крила і Сільвани Вітрогін на них. Йому сподобалося мужність, проявлену Келантіром. На другий день судового розгляду Андуїна викликали в ролі четвертого свідка. Він переказав події, що відбулися на зустрічі в Тераморі, і те, як зупинив Гарроша при використанні Божественного Дзвону. Він сказав, що не втрутився відразу ж, тому що боявся пошкодити Іші. Питання, задані Бейном, привели до того, що принц заявив, що не хоче помститися колишньому вождю Орди за події з Колоколом. Під кінець свого виступу він сказав, що вірить, що Гаррош зможе змінитися. Андуїн відправився на обід і зустрів там Верісу Вітрогін. Він сказав ельфійці, що розуміє її гнів, а вона відповіла, що розуміє його рішення. Після цього Андуїна покликали Тажань Чжу і Бейн, які повідомили, що Гаррош бажає зустрітися з юним принцом. Андуїн погодився і переконав батька довіритися йому. Гаррош запитав його, чи вірить він в долю, і поставив ще безліч питань про те, вибрав він сам Світло або Світло вибрав його. Андуїн не міг підібрати слова для відповідей, хоча довгий час навчався жрецькому мистецтву. Гаррош навів приклад про золотоволосого принца, якого всі любили, і той все одно відвернувся від Світла. Юнак відповів, що не має нічого спільного з таким принцом. Після виступу Вол'джина Андуїн знову зустрівся з підсудним, і вони розмовляли про нового вождя Орди. Андуїн запитав, що зробить Гаррош, якщо Орда і Альянс оголосять про перемир'я. Колишній вождь відіслав принца геть. Під кінець п'ятого дня суду принц знову прийшов до Гаррошу. Він намагався зрозуміти його мотиви, але орк відповів, що Андуїн ніколи не зможе зрозуміти його. На шостий день стало відомо, що Андуїн і Бейн спілкувалися за часів трохи до початку Катаклізму. Варіан був обурений, і після повернення на Аметистову скелю принц став свідком суперечки між батьком і Джайною. Після цього він дізнався, що Варіан стане останнім свідком Бейна. Після вечері Андуїн зустрівся з Гневіоном і обговорив останні події. На сьомий день він спостерігав бачення про знищення Терамора, а в останній день слухав заключні промови. Після цього Калік підійшов до них, щоб попрощатися з сім'єю Ріннів. Андуїн вирішив в останній раз відвідати Гарроша. По дорозі в камеру принц зауважив Верісу, занурену в свої думки. Вона раптово звернула увагу на нього і зі словами, що Світло звело їх, розповіла йому, що сьогоднішня вечеря Гарроша отруєна. Андуїн побіг до клітки Гарроша і намагався переконати стражників пропустити його в останній раз. Суперечка ставала все більш важкою, а Гаррош насміхався над молодим принцом. Незабаром пандарени принесли йому вечерю, і коли Андуїн збирався розповісти про отруту, Гаррош перервав його і сказав, що коли принц буде королем, орки з легкістю прорвуться в Штормовій і зруйнують його, а жителі міста будуть шкодувати, що у королеви не трапився викидень. У замішанні Андуїн не знав, що робити — втрутитися або дивитися на смерть колишнього вождя. Як тільки Гаррош взяв в руки тарілку і збирався почати їсти, Андуїн вдарив по ній ногою. Їжа розлетілася по всій клітці, а Гаррош схопив принца за руку і звернув її, збираючись вбити його. Але з щілин полізли щури, які почали жерти їжу і вмирали через декілька секунд. Гаррош відпустив Андуїна, і він зцілив себе заклинанням Світла, перш ніж мовчки піти. Андуїн попросив вартових зняти ланцюги з ніг орка під час слухання вироку, щоб він міг стояв, як личить воїну. Потім принц знайшов кур'єра і відправив Верісі записку, що Гаррош живий і він не дав його отруїти. Андуїн сидів на своєму місці, коли Гаррош вимовляв своє останнє слово. Але раптово батько покликав його і привів до брами храму. Варіан та Тралл, котрі помітили відсутність Хромі, відчували, що щось не так. Принц почав шукати її і повернувся до камери Гарроша, де виявив обох стражників без свідомості. Він зцілив їх, і вони повідомили про напад двох жінок з арбалетами. З клітини почувся голос гномки, і там виявилася зникла Хромі. Вона розповіла, що це був Кайроз, який збирається якось застосувати Бачення часу. Принц повернувся і, побачивши Гневіона, зрозумів, що той допомагає Кайрозу, а двома дівчатами були його охоронці. Гневіон повідомив Андуїну, що робить те, що вважає за необхідне для Азероту, і що він сподівається, що коли-небудь Андуїн зрозуміє його і вони будуть битися проти спільного ворога пліч-о-пліч. Потім чорний дракон підняв руку, і Андуїн знепритомнів. Прийшовши до тями, він почув шум і поквапився до головного залу храму, де зіткнувся з неймовірним хаосом. Він побачив самого себе — короля Андуїна Рінна, озброєного Страхоломом, з альтернативного всесвіту — і попередив його про напад мисливця Вол'джина, на шиї якого теліпалося намисто з людських і ельфійських вух. Принц вихопив булаву з рук своєї альтернативи і напав на альтернативного Вол'джина. Але троль був сильнішим і збирався вбити принца, коли альтернативний Андуїн стрибнув на нього, Вол'джин скинув його й пробив кинджалом. Коли він збирався відрізати королю вухо, Хромі у вигляді дракона схопила його і жбурнула через весь зал. Хромі сказала Андуїну, що розуміння сутності його альтернативної особистості поверне її у власний світ. Принц опустився на коліна і сказав королю, що в цій реальності їх батько вижив. Після цього король Андуїн помер, і його тіло зникло. Принц зайнявся лікуванням постраждалих в битві.
Коли хаос завершився, принц підбіг до батька і побачив вмираючу Джайну. Він намагався зцілити її, але дуже втомився. Він став свідком дару воскресіння, презентованого Чи-Цзи, і почув, як Хромі заявила, що за всім цим стоїть Кайроз. Андуїн додав, що Гневіон теж допомагав Кайрозу. Зрештою, Андуїн почув вирок Небожителів, про який здогадувався давним-давно — суд проходив над усіма присутніми.

### Legion
Незабаром після початку четвертого вторгнення Палаючого Легіону на Азерот, Варіан Рінн разом з флотом Альянсу відправився на Розколотий берег, щоб битися з демонами. Він залишив Андуїна в Штормовії, але заздалегідь підготував лист, розуміючи, що може не повернутися. Так воно і сталося. Варіану довелося пожертвувати собою, щоб врятувати залишки армії від величезної кількості демонів. Він встиг віддати лист Генну Сивогриву, що бився поруч з ним, і попросив передати лист його синові.
Андуїн отримав послання під час похорону батька, яке проходили в фортеці Штормовію. Між лідерами Альянсу, які зібралися тут, почалася суперечка про те, як слід вчинити по відношенню до зради Орди на Розколотих островах. Андуїн погодився з Веленом, що Альянс повинен приділити всю увагу війні з Палаючим Легіоном. Але Джайна Праудмур звинувачувала Орду в смерті Варіана і бажала почати криваву війну проти протилежної фракції. Вона заявила, що її Даларанські маги ніколи не стануть знову співпрацювати з Ордою і пішла. Андуїн, продовжуючи сумувати за батьком, думав про провал на Розколотому березі і тому, що Джайна і Генн можуть думати тільки про відплату по відношенню до Орди. Він не міг звинувачувати їх у бажанні помститися, але хотів би знайти інший спосіб. Після похорону Джейс Темний Ткач, представник іллідарі, розкрив демонів Легіону, які планували атаку на лідерів Альянсу і нового короля. Андуїн дозволив іллідарі заснувати невеличкий табір в Кварталі Магів і відправив героїв Альянсу до них як посланників. Він попросив уважно спостерігати за мисливцями на демонів, не знаючи, наскільки глибоко їх можуть поглинути темні сили, якими вони володіли. Деякий час по тому Андуїн отримав Шаламейн — магічний меч Варіана, доставлений з Розколотих берегів.
Для членів Альянсу втрата короля Варіана на Розколотих островах ехом відгукнулася по всьому Азероту. Але для Андуїна, ця втрата відчувалася особливо гостро, оскільки він не тільки втратив батька, а й взяв на себе нові обов'язки короля. Перед походом на Пандарію Андуїн зробив компас на день народження свого батька, який Варіан буде тримати завжди при собі. Коли Легіон атакував повітряний корабель Варіана під час їх вторгнення, він впав в море, забравши з собою Варіана і його команду. Коли він повільно тонув, Варіан випадково впустив компас в море. Коли герой Альянсу крався навколо морських чудовиськ на розколотому березі, його увагу привернула блискуча річ. Допливши до дна моря, вони виявили, що це компас із зображенням Андуїна всередині. Хоча він давно перестав працювати, всередині все одно можна було впізнати портрет Андуїна. Вирішивши, що це важливо, Герой приніс компас королю. Андуїн був приголомшений і зрозумів, що у нього не було часу оплакувати смерть батька. Король подякував Героям. Все було тихо, поки Генн не покликав тих же Героїв, щоб зустрітися з ними в Фортеці Штормовію. Генн згадав, що король не був тим самим з тих пір, як Герой приніс компас, згадавши, що Андуїн став млявим і розсіяним. Генн послав двох стражників стежити за ним, і вони сказали, що король молився в Соборі Світла. Генн попросив Героїв допомогти розібратися з меланхолією короля, відправившись до нього і переконавши його повернутися до своїх обов'язків.
Шукачі пригод знайшли Андуїна в соборі коли він молився в пошуках відповідей. Андуїн відчував себе нещасним, вважаючи, що він не заслужив корону свого батька і що його народ не вірить в нього. Він вирішив проїхатися по місту, щоб дізнатися, що думають про нього його люди. Для цього він використовував заклинання, яке приховувало його в темному одязі з капюшоном. Він пройшов повз королівську варту і разом з героєм попрямував в «Покої Лева».
По дорозі вони наткнулися на Роя Піттса і Дженні Уінслоу. Ці двоє обговорювали, чи будуть вони в безпеці під керівництвом Андуїна, якщо Легіон прийде в Штормовій . Ще один розмова відбулася між двома дітьми — Карін і Дуггі. Дугі прикидався Андуїном, але Карін переконала його бути Варіаном, тому що він був жорсткішим. Прийшовши до меморіалу Варіана, Андуїн розповів про те, як він молився світлу про допомогу і про те, щоб дізнатися, чи перебуває дух його батька в спокої. Хоча його люди любили і поважали його, вони не вірили в нього так, як вірили в Варіана. Задоволений тим, що знає про почуття свого народу, Андуїн захотів дізнатися, що думають про нього його радники, побоюючись, що вони не довіряють йому, він повернувся до фортеці на своєму грифоні, а герой був поруч. Прийшовши до фортеці, він виявив, що Генн і Велен обговорюють його. Велен високо цінував Андуїна, кажучи, що бачення показало йому, як хлопчик стає великим королем. Генн, з іншого боку, відчував, що у Андуїна не вистачає сміливості, щоб досягти успіху, вказуючи на те, що у нього немає військового досвіду і як компасу вдалося легко зламати його дух.
Погодившись з Генном, Андуїн вирішив відправитися на Розколотий берег, щоб своїми очима побачити загрозу, з якою вони зіткнулися. Він залишив Героя, щоб розповісти Велену про свій план. У той час як Велен вважав, що Розколотий берег небезпечний, він також розумів, що це необхідно Андуїну, і послав Героя доглядати за королем.
Герой знайшов Андуїна біля багаття з купою ченців і супроводжував його по острову. Вони вирушили на місце загибелі Варіана. Велен зауважив, що Андуїн не знав Легіон так, як вони. Андуїн ступив вперед і показав себе, на превеликий подив Генна, який швидко змінився сумом. Розкриваючи свої тривоги і сумніви щодо того, чи гідний він спадщини свого батька, молодий король знайшов один з мечів свого батька — Шаламейн під попелом і піском. Генн опустився на коліна перед зневіреним Андуїном, щоб поговорити з ним віч-на-віч і розповісти йому, як героїчні дії Варіана були викликом для них, щоб ніколи не дозволити страху перемогти, навіть у воріт пекла. Перед очима Андуїна виник образ Варіана, якого Андуїн запитав, що йому тепер робити: Варіан просто відповів: «Виконувати свій обов'язок». У той момент, коли Андуїн прийняв обов'язки короля, меч почав світитися в його руках, але не червоно-оранжевим кольором воїна, а золотим світлом жерця.
Король нікому не розповідав про те, що він пережив, коли відчув присутність Варіана, навіть Велену, який би все зрозумів.

### Комікс «Андуїн: Син вовка»
Усамітнившись, новий король перечитував лист від батька і обдумував свої обов'язки. У дитинстві він мріяв зовсім не про таке царювання, а тепер йому доводиться відправляти підданих на смертельний бій з демонами. Його перервав солдат, зі скрипом відкривший двері і повідомивший про хороші новини з Розколотих островів. Солдат заявив, що війна закінчилася, і, коли Андуїн здивувався, солдат пояснив, що війна закінчилася для нього одного. В очах солдата спалахнула енергія Скверни, і він накинувся на короля з кинджалом в руці. Андуїн скористався могутністю, яке подарувало йому Світло, щоб обплести магією Натрезіма, який прийняв вигляд солдата. Коли інші стражники прибігли на шум, Андуїн сказав, що з ним все в порядку, і попросив оглянути замок в пошуках спільників демона. Хоча капітан Ріверс не хотів залишати короля наодинці з натрезімом, Андуїн зажадав, щоб йому дозволили поговорити з демоном віч-на-віч.
Він спробував дізнатися, чого намагався добитися Палаючий Легіон вбивством молодого короля. Андуїн був упевнений, що Альянс не впаде через смерть ще одного лідера чи навіть кількох. Натрезім відповів, що Альянсу вже не існує після смерті вовка. Коли Андуїн самовпевнено заявив, що Легіон поняття не має, на що здатний Альянс, натрезім з усмішкою відповів, що демонам відомо все, включаючи те, що новий король ніколи не був вовком на відміну від свого батька. Демони стежили за тим, як Варіан намагався виростити могутнього воїна, але отримав лише дурня, який мріє про світло.
Натрезім запропонував Андуїну відмовитися від війни, яка призведе до краху, і приєднатися до Палаючого Легіону. Жителі Штормовію добре могли б послужити цілям демонів. Андуїн погодився з тим, що є мирною людиною і що вовк покинув Альянс назавжди. Себе він назвав світлом, яке залишилося після смерті батька, і знищив демона потоком магії Світла. Тіло натрезіма розвалилося на мерехтливі шматочки.

### Книга «World of Warcraft: Перед бурею»
Пізніше Андуїн зустрівся зі своїми радниками в кімнаті мап Штормовію. Серед радників Андуїна були: Матіас Шоу, Генн Сивогрив, Пророк Велен і Небесний адмірал Роджерс; всі вони цікавилися думкою Андуїна про азеріт (особливий мінерал — застигла кров титана Азероту, утворена після того, як Сарґерас проткнув своїм мечем планету). Коли Адмірал Роджерс запропонувала використовувати мінерал у військових цілях, Андуїн дорікнув їй і запропонував використовувати азеріт для більш мирних цілей. Однак Сивогрив вважав, що Сільвана буде використовувати мінерал для війни, так само варто вчинити Альянсу. Андуїн стверджував, що, можливо, Альянс повинен прагнути бути більш справедливим у використанні азеріта, ніж Орда, і хоча він був упевнений, що вони можуть прийняти прагматичні заходи для пом'якшення загрози Орди, він думав, що при достатньому знанні вони також можуть зосередитися на невичерпних можливостях азеріта. Андуїн запропонував залучити інші раси Альянсу для їхньої допомоги в пізнанні загадкового мінералу. Андуїн також розповів про свої плани відвідати інші країни — члени Альянсу, щоб зміцнити їх дипломатичні зв'язки і надати економічну допомогу. Однак Сивогрив нагадав Андуїну, що він король Штормовію та його люди мають потребу в ньому, додавши, що Гілнеас, зі свого боку, не потребує Королівського візиту. Коли Андуїн перейшов до розмови про те, як його подорожі на Розколотий берег допомогли його розвитку як лідера, Сивогрив сказав Андуїну, що його безпека і присутність є невід'ємною частиною стабільності його королівства і небезпекою його пригод без наступника на його троні. Незважаючи на це, Андуїн твердо вірив, що, хоча Штормовій має потребу в ньому, його подорож в інші країни Альянсу для сприяння єдності і процвітання — це правильний вчинок для всіх і правильне використання мирного часу.
Деякий час по тому Андуїн снідав з Сивогривом і пророком Веленном. Андуїн сказав Генну, що хотів би, щоб він тимчасово очолив Штормовій , поки його не буде. Хоча Генн був задоволений і погодився служити Штормовію за відсутності Андуїна, він також зазначив, що він старий чоловік і що Андуїн повинен думати про спадкоємця. Андуїн відвернув своїх радників від незручної йому теми, переключивши їхню увагу на складання планів своєї дипломатичної подорожі щоб показати союзникам свою вдячність. Першою зупинкою Андуїна в його дипломатичній поїздці був Сталегорна, і Андуїн подарував дворфам десять фургонів ячменю — ключового інгредієнта, можливо, найулюбленішого в Сталегорні напою Еля. Андуїн і його свита були запрошені на бенкет Ради Трьох Молотів. На той час, коли їм подали десерт, Андуїн, Мойра Тауріссан і її син вирішили прогулятися по Сталегорну, а Велен залишився, щоб поговорити з Мурадіном Бронзобородом і Фалстадом Громовим Молотом. Поки Андуїн і Мойра вели приємну бесіду, поки Дагран досліджував старий Сталегорн, посильний повідомив їм, що Магні Бронзобород повернувся в Сталегорна і вимагає зустрічі з ними обома. Мойра і Андуїн знайшли Магні в бібліотечній секції залу дослідників, де він розмовляв з Старшим дослідником Магелласом і Веленом, а Фальстад, Мурадін, Гелбін Меггакрут і капітан Ступ Іскраж стояли поруч і уважно слухали. Магні пояснив, що Азерот поранений і що вони повинні зайнятися його лікуванням, інакше загинуть. Таким чином, Магні вербував жерців і інших цілителів для цієї мети. Мойра запропонувала їм звернутися до Конклаву, щоб допомогти в цьому. Андуїн також подумав, що зараз дуже вдалий час показати всім присутнім уламок азеріта, який був у нього в руках. Магні був тим, хто дав цьому мінералу назву «Азеріт» і підтвердив, що це була «сутність» Азероту, яка поширюється на поверхні. Азерот зазвичай могла зцілити себе сама, але з мечем Сарґераса, пронизаним в Силітусі, вона не може зробити це без сторонньої допомоги. Незважаючи на заявлені бажання озброїтися азерітом проти Орди, Андуїн нагадав лідерам, що вони не воюють з Ордою і що їх пріоритетами повинні бути зцілення Азерота і запобігання потрапляння азеріта в руки Орди. Андуїн попросив Гелбіна позичити союзникам винахідливість гномів і придумати, як використовувати азеріт з користю, а Магеллас відправив у Силітус команду Ліги дослідників. Відразу ж лідери Альянсу приступили до виконання своїх завдань.
Андуїн, Велен і Мойра пізніше вирушили до храму Світла Порожнечі, де він став свідком присутності в конклаві жерців найрізніших рас. Там він зустрів відреклогося Алонсія Фаола, якого Андуїн назвав одним зі своїх героїв. Після того, як його представили жерцям Конклаву, Андуїн задумався, чи може Конклав стати зразком для розрізнених відчужених фракцій Азерота, щоб вони теж могли коли-небудь зібратися разом. Фаол також представив Андуїну Калію Менетіл, про яку Андуїн з полегшенням і потрясінням дізнався, що вона вижила. Хоча у нього були питання до Калії, вона не бажала говорити про своє минуле, і Андуїн повинен був в першу чергу заручитися підтримкою Конклава для зцілення Азерота. Мойра звернулася до Конклаву з проханням про допомогу. Після поранення Андуїна від Божественного дзвона, Андуїн відчував біль в кістках тільки тоді, коли був жорстокий, бездумний або шукав небезпеки; Андуїн вірив, що ці попереджувальні знаки були послані світлом, що направляє його. Оскільки він не відчував болю в тілі, він думав, що це безпечно, щоб поділитися з жерцями Конклава відкриттям азеріта. Він сказав їм, що з азерітом вони можуть мати всі шанси, щоб зцілити Азерот, але їм потрібно більше досліджень цього мінералу, перш ніж вони можуть використовувати його. Також Андуїн попросив Конклав залучити до своєї місії інших цілителів, таких як Шамани і Друїди. Фаол запросив Андуїна взяти участь в справах Конклава і повернутися в будь-який час, коли він побажає, і Андуїн погодився, що він може отримати нові ідеї від Конклава. Андуїн віддав Мойрі свій осколок азеріта, щоб доставити його Меггакруту, а сам зайнявся приготуваннями до повернення в Штормовій.
Пізніше Генн Сивогрив і Андуїн вечеряли в Штормовії, де заповнювали всі папери, необхідні для офіційного оформлення положення справ перед поїздкою Андуїна в Дарнас. Генн ще раз подякував Андуїну за те, що той довірив йому своє королівство, але вважав за свій обов'язок обговорити питання про спадкоємця Штормовію. Хоча Андуїн намагався не звертати уваги на це, Генн строго нагадав йому, що політика — це не гра, і Штормовій може виявитися в жахливому становищі, якщо влада перейде не до тієї людини. Генн дав Андуїну таку ж пораду, що і своєму покійному синові Ліаму: життя занадто коротке і непередбачуване. Генн переконував Андуїна використовувати це мирний час, як би довго він не тривав, щоб знайти королеву, яка народить йому наступника. Генн припустив, що якщо він ще не знайшов собі пару, то, можливо, йому слід подумати про шлюб за домовленістю і навіть запропонував руку своєї дочки. Андуїн знав, що врешті-решт йому доведеться пройти через це, але він знаходив ідею влаштованого примусового шлюбу, чужого чи ні, огидною і відчував, що Тесс Сивогрив буде відчувати те ж саме. Андуїн пообіцяв, що повернеться до цієї теми пізніше, і перевів розмову на його зустріч з Калією Менетіл. Коли Андуїн обговорював, як Конклав зібрав жерців з усіх верств суспільства, включаючи відреклихся Сільвани і Орду, Генн нагадав йому, що хоча його співчуття до всіх рас є рисою, він повинен бути обережний, щоб воно не призвело до небезпечної наївності. Хоча Орда породила деяких знатних особистостей, таких як Тралл і Бейн, Генн підкреслив, що відреклися — це огидні чудовиська, які не відчувають того ж, що і живі люди. Коли Андуїн заперечив, сказавши що Конклав очолює відреклийся Алонсій Фаол, Генн обурився, що таке богохульство спіткало такого улюбленого героя людства, і запитав Андуїна, як він може це терпіти. Андуїн відповів, що Конклав показав йому, що відреклися не всі безмозкі раби свого прокляття, і хоча не всі вони гарні, деякі з них, такі як Алонсій Фаол і Франдіс Фарлі гідні особистості. Хоча Генну не терпілося піти і відкинути думку про те, що відреклися — це люди, Андуїн був суворий і зумів змусити Генна вислухати його пропозицію. Андуїн запропонував використовувати Фаола, щоб почати переговори і відновити зв'язки між відреклимишся і Альянсом. Андуїн припустив, що якщо Альянс возз'єднає відреклихся з їх сім'ями, то Сільвану можна переконати не розглядати Альянс як загрозу і використовувати азеріт у військових цілях. І цей дипломатичний трюк з відрекшимися увінчається успіхом, тоді Альянс і Орда зможуть працювати разом, щоб зцілити Азерот. Пізніше Андуїн доручив Валірі Сангвінар відправити лист Бейну Кривавому Копиту про початок зустрічі між відрекшимися і їх живими родичами.
Андуїн прибув в Дарнас і зустрівся з Тірандою Шелест Вітру і Малфуріоном Лютоштормом, щоб обговорити прогрес нічних ельфів в зціленні Азерота і їх дослідження азеріту. Під час їх обговорення, гном-маг Кірін-тора прибув, щоб передати повідомлення від Калесгоса. Калесгос повідомив про візит Джайни Праудмур до нього і повідомив Андуїну, що вона буде недоступна в доступному для огляду майбутньому. Андуїн показав, що послання говорило про Джайну, і всі лідери говорили про свої надії, що Джайна одного разу повернеться в Альянс. Коли Велен вже приготував дренеїв, щоб допомогти іншим членам Альянсу у їхніх починаннях, Андуїн повернувся в Штормовій . Там Андуїн зустрівся з Валірою, яка повідомила, що Періто Штормове Копито відмовився передати Бейну його лист, але зазначив, що він все ще може передати зміст послання Сільвані. Вона також передала Андуїну лист Бейна, в якому говорилося, що Сільвана Вітрогін дізналася про їх листування і змусила його припинити всі контакти з Андуїном. Андуїн був також обдарований маленьким шматочком рога Бейна в пам'ять про їхню дружбу. Поки Андуїн осмислював в смутку, що коло його довірених товаришів стає все менше, Валіра запевнила Андуїна, що він завжди може розраховувати на її дружбу, але попередила його як Короля, що він не може дозволити собі довіряти всім навколо.
Андуїн повернувся в храм Світла Порожнечі, щоб обговорити з Алонсієм Фаолом і Калією Менетіл хід виконання їх місії. Крім того, Андуїн прагнув заручитися допомогою Алонсія в його спробах офіційно оформити зустріч між відрікшимися і їх живими родичами. Хоча Алонсій сумнівався в здатності двох рас подолати свої забобони або подолати перешкоди, які намагалися протистояти такій єдності, за наполяганням Калії Алонсій погодився працювати зі своїми побратимами-жерцями, щоб закласти основу для цієї події. Андуїн отримав звістку, що його слуга Уїлл Бентон вмирає. Хоча Андуїн кинувся до нього, щоб подбати про нього в його останні хвилини і навіть запропонував зцілити його світлом, Вілл відмовився, оскільки він втомився жити старим і хотів ще раз побачити своїх померлих близьких. Влаштувавши похорон Уїлла, Андуїн викликав своїх радників, а також Верховного Екзарха Тураліона і Алерію Вітрогін, в кімнату карт. Коли Андуїн розкрив свій намір організувати збори, всі його радники були проти цього плану, за винятком Велена, який підтримав його, і Шоу, який залишився нейтральним до цієї ідеї. Але навіть в цьому випадку бажання Андуїна знайти мир, частково виконати передсмертне бажання свого друга Уїлла, і його віра в те, що Сільвана ніколи не поставить під небезпеку своїх відреклихся, здатної розв'язати війну, перемогли його страх перед будь-яким із заявлених ризиків. Він звелів своїм радникам підтримати його в забезпеченні та організації цієї зустрічі.
Деякий час по тому Андуїн почув від Сільвани Вітрогін, що вона погодилася підтримати збори, але тільки за умови, що вони будуть проводитися з невеликою перевіреної групою і правилами, що застосовуються для підвищення безпеки обох фракцій. Андуїн також отримав лист від Веллсінди Бентон, члена Ради покинутої і овдовілої дружини Уїлла. Вона подякувала Андуїну за те, що він повідомив їй про смерть Уїлла і подбав про нього в останні хвилини його життя. Вона також повідомила Андуїну, що всі члени Ради повністю підтримують ці збори, і Сільвана доручила їм допомогти в процесі перевірки. Тим часом Андуїн, Генн Сивогрив і Калія Менетіл приступили до вербування підходящих учасників для збору з боку Альянсу. Поки вони працювали разом, Андуїн запитав Калію, чи хоче вона повернути собі трон Лордерона і чи є у неї дитина, яка коли-небудь стане її спадкоємцем, на що Калія розповіла про дочку Андуїну і про свої наміри. Однак Калія також попросила взяти участь в зборах. Оскільки його тіло не реагувало на жодні мерзенні наміри, Андуїн погодився дозволити це, якщо Алонсій теж погодиться.
Після того, як Андуїн організував напружене, але продуктивне возз'єднання між Генном Сивогривом, Тураліоном і Алонсієм Фаолом, Андуїну вдалося заручитися підтримкою Тураліона, але Генн все ще залишався цинічним. Під час зборів Андуїн зустрівся з Сільваною Вітрогін лицем до лиця, щоб встановити умови заходу, і прямо запитав її, чи навмисно вона зрадила його батька під час битви за Розколотий берег. Вражена прямотою Андуїна, вона чесно відповіла, що чисельність Палаючого Легіону визначила долю Варіана, незалежно від рішення, яке вона прийняла. Хоча зібрання розпочалося мирно, Сільвана врешті-решт наказала відкликати відреклихся. Коли деякі відреклися відмовилися або завагалися, Андуїн відчув біль Божественного дзвону в своєму тілі і зрозумів, що Калія розкрила себе, щоб дати вказівку відреклимся знайти притулок на стороні Альянсу в фортеці Стромгард. Сільвана відповіла тим, що послала своїх темних рейнджерів вбити всіх відреклихся учасників. Поки генерали Андуїна намагалися підготувати оборону і убезпечити учасників Альянсу, Андуїн взяв грифона, щоб спробувати врятувати хоч кого небудь з перебіжчиків. Однак він прийшов занадто пізно, і все відречені загинули. Сільвана сама особисто вбила Калію Менетіл прямо у нього на очах. Андуїн відніс тіло Калії назад в Стромгард. Пізніше він відправив тіло Калії в храм Світу Порожнечі, і Велен порадив Андуїну відправитися туди ж, щоб знайти наару Саа'ру, щоб він знав, як вести свій народ в боротьбі з трагічними подіями. Саа'ра викликала Андуїна в свою кімнату, де Андуїн дізнався, що тіло Калії не розкладається. Під керівництвом Саа'ри Алонсій Фаол і Андуїн повернули Калію Менетіл до життя силою світла, але як невмерлу.
Повернувшись в Низину Араті, Андуїн допоміг штормовійцям поховати відреклихся які брали участь в зборах. Оскільки Андуїн і Генн були присутні на похоронах відреклихся, Андуїн очікував догани за свою невдачу і вітав Генна, оскільки він відчував себе відповідальним за убитих. Замість цього Генн сказав йому, щоб він не звинувачував себе, і що Сільвана була відповідальна за вбивство її власних підданих. Генн вибачився і визнав, що збори показали йому, що в відреклихся все ще є людяність і що між ними і живими можливий мир. Андуїн також визнав, що Генн мав рацію щодо Сільвани, але Генн сказав, що він помилявся і щодо неї, оскільки вважав її безжальної до Альянсу, але не до свого власного народу. Андуїн зажурився через те, як Сільвана політично перехитрила його, щоб спотворити результат зборів в свою користь. Андуїн врешті-решт прийшов до висновку, що мир між Альянсом і Ордою ніколи неможливий з Сільваною при владі, і що він дійсно вірить, що Сільвана була невиправна.

### Битва за Азерот
Коли Андуїн і Генн Сивогрив спарингували в королівському саду, Матіас Шоу перервав навчання, щоб повідомити, що їхній план наповнити Орґріммар агентами ШРУ був успішним. Шоу заявив, що між Натаносом Гнилостнем та верховним воєводою Вароком Саурфангом існувала розбіжність щодо розміщення військ. Казали, що Саурфанг хотів, щоб армія була розміщена в Силітусі, в той час як Гнилостень вважав це марною витратою ресурсів. Після передачі цієї інформації верховній жриці Тиранді Шелест Вітру, Андуїн і Тиранда погодилися, що цей аргумент щодо стратегії війни вказує на те, що Орда опанувала азерит і планувала забезпечити монополію мінералу в Калімдорі. Тиранда почав таємно набирати армію нічних ельфів у Фераласі, щоб перехопити ординські сили, якщо б вони рушили до Силітуса.
Повідомляється, що громадська сутичка між Натаносом і Вароком та подальша догана Натаноса, здавалося, підтверджує підозри лідерів Альянсу у спроможності Орди виготовити зброю з азериту і в тому, що вождь Сільвана Вітрогін підтримала кампанію Саурфанга «Силітус». Після обговорення з іншими лідерами Альянсу щодо їх курсу дій, Андуїн вирішив підтримати розміщення армії нічних ельфів для захисту Силітуса. Андуїн та лідери Альянсу продовжували б розробляти стратегії війни в Штормовію, щоб підготуватися до майбутньої війни. У розпал планування Андуїн та лідери Альянсу вирішили відпочити, відвідавши Спочин Лева. Їх перерву перервала охорона, яка повідомила, що Орда вторглась в Ашенваль, і тієї ночі біженців-ельфів перевозили в Штормовій . Зрозумівши, що Орда обдурила їх, щоб послабити оборону Ашенвалю, лідери Альянсу координували один одного з метою розміщення якомога більшої кількості біженців та посилення війни в Ашенвалі. У міру просування Тернової війни Андуїн став неспокійним. Однієї безсонної ночі він зайшов до кімнати з картою, щоб переглянути таблицю карт і пригадати, в яких районах нічні ельфи втрачали позиції. Генн, який також не міг спати, приєднався до нього, роздумуючи про їхнє жахливе становище. Андуїн обговорив з Генном, що Орда майже домінуватиме над усім Калімдором, і якщо Сільвана утримує Дарнасс та його громадян у заручниках, це може роз'єднати Альянс або паралізувати Альянс від помсти. Андуїн сказав Генну, що Сільвана може змусити його відмовитися від Гілнеаса на користь захисту заручника Тельдрассілу, і що політична маніпуляція може поставити їх під сумнів. На подив Андуїна, Генн сказав, що не відкликає свою підтримку від Альянсу, навіть якщо така подія відбудеться, оскільки він ніколи не зрадить доброти нічних ельфів, щоб повернути батьківщину. Генн заявив, що він прихильний до захисту своїх союзників по Альянсу, навіть якщо це вимагає жертв, і це було те, що Сільвана не розуміла ні в живих, ні в Альянсі. Тиранда, яка почула їхню розмову, була зворушена словами Генна. Тиранда заявила, що навіть якщо її місто паде, Альянс не розділиться. Однак вона також принесла погані новини, оскільки в останніх повідомленнях казалося, що нічні ельфи виступають на Астранаарі.
Пізніше, під час війни, Тиранда отримала послання, в якому говорилося, що захист стіни вогників Малфуріона Лютошторма був зруйнований, і він був в процесі протистояння Сільвані наодинці. Ця нова інформація змусила Тиранду битися на боці Малфуріона, незважаючи на заперечення Андуїна. Коли Андуїн зрозумів, що ніякі його слова не зможуть переконати її, він віддав Тиранді свій Камінь телепортації, налаштований на Штормовій, і велів Тиранді повернутися з Малфуріоном живим, так як їх народ потребуватиме їх керівництва в ці неспокійні часи зараз більше, ніж коли небудь. Тиранда побачила, що Варок Саурфанг стоїть на колінах, і повернулася до нього обличчям. Вона повернулася з видужуючим Малфуріоном в Штормовій, але коли з їх порталів повалив дим, стало ясно, що евакуаційні зусилля закінчуються. Король Генн Сивогрив і Королева Міа евакуювали останніх біженців, яких змогли врятувати, перш ніж стало занадто небезпечно підтримувати портали. Коли вони повернулися, Генн розповів, що Орда спалила Тельдрассіл. Андуїн був серед багатьох, хто був шокований тим, що Сільвана вдалася до такої тактики. Андуїн шкодував, що не скористався численними шансами зупинити її в минулому, і відчував, що жертви цієї війни будуть вічно переслідувати його, поки він не зможе помститися за них. Андуїн вирішив назавжди зупинити Сильвану.

### Землі тіней
У доповненні Shadowlands Андуїна бере в заручники Сільвана Вітрогін в рамках її плану з головним антагоністом доповнення, Зоваалем Тюремником. Пізніше його воля підкорилася впливу Зоваала, через що, король став пішаком у його планах. Наближаючись до останньої битви проти Зоваала, Андуїну вдається звільнитися від Панування, але він зазнає психічних та емоційних ушкоджень через свої дії під контролем Тюремника.

### Драконяча зграя
Не будучи активним учасником Dragonflight , Андуїн, як чули, бродить Азеротом на самоті, щоб вилікувати свій психічний стан.

### Війна зсередини
У The War Within Тралл знаходить Андуїна в Сілітусі. Все ще вважаючи, що він негідний свого титулу, та раптом вони чують таємничий голос, який манить їх до Меча Саргераса, що був занурений у планету в кінці доповнення Легіону .